# 丁杰·洛桑班登
丁杰·洛桑班登（？—？）藏族，西藏江孜莽索康地方人，扎什伦布寺丁杰康村的丁杰活佛。

## 生平

### 九世班禅回藏
1933年十三世达赖圆寂后，九世班禅额尔德尼获得了回西藏的机会。1934年3月23日，安钦一行自西藏回到南京。随其来到南京的还有九世班禅额尔德尼的秘书长王乐阶、后藏代表丁杰·洛桑班登、罗桑颠巴、罗桑曲扎等56人。安钦一行的西藏之行，对于促进国民政府同西藏噶厦等方面的联系起到了重要作用。他们向九世班禅额尔德尼报告称，噶厦欢迎班禅早日回到西藏，并且答应在班禅回到西藏后，便将后藏扎什伦布寺的政教权力归还班禅。
1935年2月8日，九世班禅额尔德尼在内蒙古阿拉善旗成立了西陲宣化公署，为返回西藏做准备。南京国民政府“为了尊崇西藏宗教领袖起见”，还专门成立了一个专使行署，“护送班禅大师回藏，与各方接洽联络及保卫其安全事宜”，1935年7月任命诚允（原吉林省政府主席）为特派专使。1936年6月，九世班禅额尔德尼从阿拉善旗移驻甘肃拉卜楞寺。1936年8月，诚允等人抵达拉卜楞寺同九世班禅额尔德尼等人会合，准备进藏，但诚允突然以“行署以经费困乏……情势已迫，进退失据，难负护送重任”为理由，提出辞职，九世班禅额尔德尼的行期因此而不得不推迟。后来，由于国民政府任命的新任专使赵守钰未能及时赶到拉卜楞寺，九世班禅额尔德尼乃决定不待专使赵守钰到来，便于8月21日自拉卜楞寺出发赴西藏。
九世班禅额尔德尼在青海塔尔寺时，便派丁杰活佛等人赴青海玉树结古，成立“西陲宣化使署驻青、康、藏三边办事处”，负责“进展宣化工作”并探听“玉树消息”，且提前为九世班禅额尔德尼一行将来到玉树做准备。
九世班禅额尔德尼一行经过黄南、果洛等地，于1936年12月21日抵达青海玉树结古。随其到达结古的主要官员及随从为：哲蚌寺堪布旺堆诺布、色拉寺堪布罗桑贡觉、甘丹寺前任堪布格贵顿等三大寺的代表，噶厦代表杜林台吉（及其夫人），后藏班禅随从森且堪布、旺堪布、大卓尼丁杰活佛等人。行辕的主要随行职员有：班禅行辕秘书处处长康福安、秘书刘家驹、藏文秘书格桑，负责护送班禅进藏的仪仗队，由青海省政府主席马步芳所派的一个骑兵营等。国民政府所派的专使行署在专使赵守钰的率领下一直到1937年7月17日才到达结古，该行署主要组成人员有：专使赵守钰、参赞马鹤天、参军高长柱、秘书、参谋、医官、摄影师等。
1937年5月，班禅方面同西藏噶厦方面在鄧柯縣以西三十里处的青稞寺召开“邓柯会议”，噶厦代表为昌都边务督办索康，班禅方面代表为丁杰活佛、旺堪布。由于噶厦方面在班禅携仪仗队进藏问题上稍作妥协，故班禅于8月18日率西陲宣化公署职员离开结古赴拉秀寺，准备进入西藏。此时抗日战争突然爆发，噶厦的态度乃突转强硬，明确拒绝仪仗队在赴后藏时经过拉萨，且称即便赴后藏也需要其他国家担保方能撤回，并调一部分藏军自邓柯、金沙江西岸进军大苏莽方向，拦阻班禅向西进入西藏。因此，班禅进藏受阻，后接到国民政府行政院电令，10月11日离开拉秀寺返回结古。1937年12月1日，九世班禅额尔德尼在结古寺甲那颇章圆寂。从12月1日至12月7日的“入定七日”中，丁杰活佛及各位堪布围座在九世班禅额尔德尼的法体四周诵经，禁止他人往视。后来丁杰活佛及各位堪布等人参加了九世班禅额尔德尼的悼念活动。

### 九世班禅圆寂后
1938年，赵守钰致电国民政府行政院，称其已准许将西陲宣化使署印信、官章暂交丁杰活佛等人代管。此后行政院将赵守钰的这封来电抄交蒙藏委员会。
1939年5月，班禅行辕暨西藏僧俗民众组织了以丁杰活佛为团长，拉敏·益西楚臣为副团长的14人“慰劳前线将士代表团”，自西康甘孜赴抗日战争前线慰问国军抗日将士。他们还向全中国发出通电称：“日军侵华，行将两载，赖我将士浴血抗战，扬国威于世界，最后胜利如在掌握，行见五千年文化之邦，重开自由独立之花……本代表团谨代表班禅大师行辕全体人员暨西藏僧俗民众，星夜东来，谨向最高领袖及公等并全体将士献旗，面致慰劳，并献呈医药慰劳费九千元，聊表藏胞关念微忱，兹由本团全体同仁合摄献旗影片，连同锦旗暨医药慰劳费呈则由军事委员会分别转送，聊当本团同仁躬亲呈献，敬乞查纳。”
1939年10月至11月，甘孜事变发生。其间，班禅行辕将九世班禅的灵柩及生前用品，打包装箱自西康省甘孜县运往青海省玉树县。但在甘孜县的嘉贡仓拉章内，仍留有九世班禅的假灵柩一具。班禅行辕方面留守甘孜县的人员有灵柩服务员朗沙冈、行宫服装管理员恰佐冈、总务处军需官等等。班禅行辕代表洛云墨吉孜准·登曾杰增、麻苏细乃巴等人也奉命留守甘孜县，护理未带走的大批公私财产。丁杰·洛桑班登原驻西康省首府康定县，战事刚刚平息就来到甘孜县。西康省主席刘文辉领导的国民革命军第二十四军对班禅行辕留守甘孜县的人员进行盘查后，将其中50多位一般人员交给西藏噶厦，丁杰活佛及无线电台台长次仁旺堆（汪德）赴康定县投效国民革命军第二十四军，刘文辉任命丁杰活佛为班禅驻康定办事处处长。
从1938年到1945年，丁杰·洛桑班登历任第一、二、三届国民参政会参政员。其间，1941年前后，他参加了九世班禅额尔德尼的转世灵童的寻访及认定工作。

### 中共军队进驻西藏后
1951年中共军队进驻西藏后，丁杰活佛继续从事政教活动。1955年，西藏地方政府派噶伦拉鲁·次旺多吉出任赴内地参观团团长，副团长为扎什伦布寺班禅堪布会议厅的丁杰活佛和昌都的仁青顿珠，团员有前藏、后藏、昌都三方面的各界人士50多人。1956年4月22日，西藏自治区筹备委员会成立，丁杰活佛出任西藏自治区筹备委员会委员，并担任西藏自治区筹备委员会宗教事务委员会副主任。
1956年10月6日，中国佛教协会西藏分会成立会议在拉萨大礼堂举行，十四世达赖亲自参加了会议，正在日喀则的十世班禅额尔德尼也派代表丁杰活佛参加了会议，会议宣布中国佛教协会西藏分会于10月6日正式成立。1956年10月18日，庆祝中国佛教协会西藏分会成立的大会在拉萨人民广场举行。十四世达赖的代表赤江活佛十四世达赖的副经师）、十世班禅额尔德尼的代表丁杰活佛均在会上讲话，中国佛教协会西藏分会副会长林仓活佛（十四世达赖的正经师）在会上发表讲话进行报告。中共西藏工委代表陈竞波、西藏自治区筹备委员会代表阿沛·阿旺晋美向大会表示祝贺。
1959年藏区骚乱中，1959年3月拉萨发生骚乱，十四世达赖出逃印度。1959年4月16日，西藏自治区筹备委员会举行慰问大会，“慰问平息拉萨地区叛乱的驻藏人民解放军官兵”。时任西藏自治区筹备委员会委员兼宗教事务委员会副主任的丁杰活佛在讲话中揭露了“西藏上层反动集团”以“保护宗教”为名，“维护封建统治，而实际上却烧毁寺院、杀害喇嘛、奸淫尼姑、抢夺人民的财产”，并称：“西藏宗教界和西藏全体人民要以全力支持人民解放军彻底平息叛乱。我们相信，战无不克的人民解放军必定能完满地实现西藏僧俗人民的愿望。”
1962年8月11日，他和纳旺金巴、恩久·洛桑群培以及十世班禅额尔德尼的父母及亲属随十世班禅额尔德尼朝拜了拉萨大昭寺。1962年9月28日，西藏自治区筹备委员会宗教事务委员会副主任丁杰活佛参加了拉萨各界追悼被印军在扯冬地区择绕桥西杀害的五名中国人民解放军战士的集会。